# Motisar
Motisar (nep. मोतिसर) – gaun wikas samiti w środkowej części Nepalu w strefie Narajani w dystrykcie Bara. Według nepalskiego spisu powszechnego z 2001 roku liczył on 563 gospodarstw domowych i 4105 mieszkańców (1971 kobiet i 2134 mężczyzn).